# Martin Giuffre
Martin Giuffre (* 5. Oktober 1990 in Calgary) ist ein kanadischer Badmintonspieler. 

## Erfolge
Martin Giuffre startete 2016 bei den Olympischen Sommerspielen. Zuvor war er bereits kanadischer Juniorenmeister und Panamerika-Juniorenmeister geworden.

## Sportliche Erfolge
| Saison | Veranstaltung                              | Disziplin | Platz | Partner           |
| ------ | ------------------------------------------ | --------- | ----- | ----------------- |
| 2004   | MBBC Juniors U15 2004                      | MD        | 1     | David Pastewka    |
| 2006   | MBBC Juniors U17 2006                      | XD        | 1     | Christina Giuffre |
| 2006   | MBBC Juniors U17 2006                      | MS        | 1     |                   |
| 2006   | MBBC Juniors U19 2006                      | MD        | 1     | Howard Shu        |
| 2006   | MBBC Juniors U17 2006                      | MD        | 1     | Geoff Prieur      |
| 2008   | Pan American Junior Championships U19 2008 | MS        | 1     |                   |
| 2008   | Pan American Junior Championships U19 2008 | MD        | 1     | David Pastewka    |
| 2009   | Canadian Junior Nationals U19 2009         | MD        | 1     | Geoffrey Prieur   |
| 2009   | Canadian Junior Nationals U19 2009         | XD        | 1     | Kathleen Lougheed |
| 2009   | Canadian Junior Nationals U19 2009         | MS        | 1     |                   |
| 2010   | Canadian Nationals 2010                    | MS        | 2     |                   |
| 2010   | Canadian Junior Nationals U23 2010         | XD        | 1     | Alex Bruce        |
| 2010   | Canadian Junior Nationals U23 2010         | MS        | 1     |                   |
| 2011   | Canadian Games 2011                        | MS        | 2     |                   |
| 2012   | Canadian Junior Nationals U23 2012         | MS        | 1     |                   |
| 2012   | Canadian Junior Nationals U23 2012         | MD        | 1     | Andrew Tai-Pow    |
| 2012   | Canadian Junior Nationals U23 2012         | XD        | 1     | Roxanne Fraser    |
| 2013   | Canadian Junior Nationals U23 2013         | XD        | 1     | Alex Bruce        |
| 2013   | Canadian Junior Nationals U23 2013         | MS        | 1     |                   |
| 2014   | Chile International 2014                   | MS        | 3     |                   |
| 2015   | Zambia International 2015                  | MS        | 3     |                   |
| 2015   | Trinidad and Tobago International 2015     | MS        | 1     |                   |
| 2015   | Bahrain International Challenge 2015       | MS        | 3     |                   |
| 2015   | Canadian Nationals 2015                    | MS        | 3     |                   |
| 2016   | Olympic Games 2016                         | MS        | 14    |                   |